# Beltoon
Beltoon, eigentlich: Momin Khan, (paschtunisch مومن خان بیلتون persisch مومن خان بيلتون, geb. etwa 1920 in Chakari, Distrikt Khaki Jabbar, Provinz Kabul gest. 2015 in Kabul) war ein afghanischer Folklore-Sänger.

## Leben
Seine Eltern verstarben, als er Kind war, so dass er bei seiner großen Schwester aufwuchs. Später lebte er im Distrikt Charkh in der Provinz Logar, hier kam er zum ersten Mal mit Musik in Berührung. Er erhielt seine musikalische Ausbildung von Ghulam Jailani, der ihm das Spielen der Instrumente Rubab und Tanbur beibrachte, und Salam Logari. Der Künstlername Beltoon leitet sich vom Paschtunischen Wort für Trennung oder Abwesenheit ab. Das erste Lied war ein Mix aus dem Paschtunischen sowie Dari. Seine Musik orientiert sich am Musikstil des Kabuler Musikviertels Charābāt. Er hat ungefähr 1000 Lieder auf Pashtu und Dari aufgenommen. Es gibt dutzende Archivaufnahmen seiner Auftritte im afghanischen Fernsehen. Beltoon wurde viermal zum besten Künstler des Jahres gewählt. 2015 verstarb er im Alter von wahrscheinlich 95 Jahren in Kabul. Zu seinem Tod kondolierte der afghanische Regierungschef Abdullah Abdullah. Er wurde am 9. November 2015 in Beni Hesar in Kabul beigesetzt.

## Diskografie
- Beltoon & Hamiddullah – Vol. 1, MMC
- Belton & Hamedullah – Vol. 2, MMC